# Archäometrie
Archäometrie (zusammengesetzt aus altgriechisch ἀρχαῖος archaios, deutsch ‚alt‘ und μέτρον/métron = Maß) ist der Oberbegriff für alle naturwissenschaftlichen Methoden, die zur Klärung archäologischer und teilweise auch historischer oder kunsthistorischer Fragestellungen angewendet werden. Im englischsprachigen Raum wird die Archäometrie als Archaeometry, Archaeological Science oder auch Scientific Archaeology bezeichnet. Die Archäometrie versteht sich als methodisches Tool zur Charakterisierung von materiellem Kulturgut. Die so verstandene Archäomaterialwissenschaft ist unter dem Begriff der chaîne opératoire ebenso zu definieren, wie die Prozesse, die zur Erzeugung des Kulturgutes gelten. Die Methoden stammen heute aus den Disziplinen Chemie, Physik (mit den Teildisziplinen Atom- und Kern- und Geophysik), Mineralogie, Werkstoffkunde, sowie in den letzten Jahrzehnten vermehrt aus den Biowissenschaften, insbesondere aus der Molekularbiologie.
Archäometrische Methoden von makroskopischen bis zu atomistischen Dimensionen werden nach der Art der Fragestellung (Alter, Herkunft, Fundgeschichte, Umweltbedingungen etc.) oder nach dem Material (Rohstoffe) und den entsprechenden Bearbeitungsprozessen der untersuchten Artefakte (Minerale, Biominerale, Gestein, Erze, Metalle, Keramik, Glas, Pigmente, organisches Material) eingesetzt.
In Deutschland ist die Archäometrie (Stand Januar 2023) an vier Universitäten (Otto-Friedrich-Universität Bamberg, Ruhr-Universität Bochum, Universität Hamburg, Eberhard Karls Universität Tübingen) sowie an drei Hochschulen (Hochschule für Bildende Künste Dresden, Hochschule Hildesheim/Holzminden/Göttingen, Technische Hochschule Köln) und der Staatlichen Akademie der Bildenden Künste Stuttgart vertreten. Die Archäometrie gilt somit in der deutschen Wissenschaftslandschaft als Kleines Fach. Die Archäometrie wird durch die Gesellschaft für Naturwissenschaftliche Archäologie Archaeometrie (GNAA) vertreten, die den fächerübergreifenden Dialog zwischen naturwissenschaftlichen und kulturhistorischen Fächern leistet, um damit zur Lösung archäologischer, kunstgeschichtlicher und denkmalpflegerischer Fragestellungen beizutragen.

## Anorganischer Zweig
Auf dem Gebiet der Funde mit anorganischer Zusammensetzung wird untersucht, in welchen geographischen Regionen, zu welchen Zeiten und für welche Werkmaterialien (zum Beispiel Feuerstein, Kupfer, Bronze, Gold, Silber, Eisen, Mörtel, Keramik, keramische Grundstoffe, Gläser etc.) gewonnen und verarbeitet wurden und wie sich die Herstellungs- und Verarbeitungstechniken entwickelt haben. Daraus werden individuelle und gesellschaftliche Entwicklungen hinsichtlich der Arbeitsteilung sowie der Wechselwirkungen zwischen Handwerk, Technologien und kulturellen Phänomenen und Transformationen abgeleitet.

### Archäometallurgie
Eines der aktuellen Forschungsziele dieses Zweiges der Archäometrie ist es, den Beginn der Herstellung von Keramiken und Metallverarbeitung durch Menschen überhaupt örtlich und zeitlich zu bestimmen. Gediegenes Metall (Gold, Kupfer) wurde seit 10.000 Jahren verwendet. Offen ist, wann Erze zum ersten Mal verhüttet wurden. Die ältesten bisher gefundenen Erzschlacken bei Arisman und Tappe Sialk wurden bisher auf das 4. Jahrtausend vor Christus datiert.
Die archäometallurgische Forschung umfasst Georessourcen-Prospektionen im Gelände, experimentelle Ansätze zu pyrometallurgischen Verfahren nach archäologischen Beispielen sowie Untersuchungen von Metallobjekten, Schmelzprodukten und Erzen durch Methoden der analytischen Chemie und der Materialanalytik. Fundament der archäometallurgischen Studien sind die Elementaranalyse sowie Phasen-, und Isotopenanalytik. Isotopenanalytik ist eine aussagekräftige Methode bezüglich der Verbindung von Metallobjekten zu ihren Georessourcen. Daneben kommen bildgebende Verfahren, wie optische Mikroskopie und Elektronenmikroskopie, zum Einsatz.
Die Untersuchung von Metallgegenständen erfolgt durch Massenspektrometrie und identifiziert das für jede Abbaustelle spezifische Isotopenverhältnis der Metalle. Für diese spezielle Fragestellung werden zum Beispiel am Curt-Engelhorn-Zentrum Archäometrie (CEZA) der Reiss-Engelhorn-Museen ein Magnetic-Sector ICP-MS VG-Axiom Massenspektrometer verwendet. Leiter des CEZA ist der Tübinger Chemiker Ernst Pernicka, der einem breiteren Publikum durch die Untersuchung der Himmelsscheibe von Nebra bekannt wurde. Der Forschungsbereich Archäometallurgie am Deutschen Bergbau-Museum Bochum nutzt dafür ein Thermo Scientific NeptunePlus Multikollektor ICP-MS.

### Untersuchung antiker Keramik
Die sprunghafte Entwicklung von Keramiken ist wesentlich mit der Sesshaftigkeit und damit der Neolithischen Revolution des Menschen verbunden. Aus Scherben, die bei archäologischen Ausgrabungen geborgen werden, kann mit materialanalytischen Methoden eine Vielzahl an Informationen über den Lebenszyklus der Keramik herausgelesen werden: von der Herkunft des Tons, über Herstellungstechnik und Spuren aus der Zeit des Gebrauchs bis zu Veränderungen während der Lagerung im Boden und nach der Entdeckung.
Die Keramik kann als künstliches, einem metamorphen Gestein ähnelndes Material angesehen werden und ist daher mineralogisch-petrographisch charakterisierbar. Dabei werden keramische Matrix und Magerungen zur Erfassung der Technologie insbesondere anhand von prozessualen Relikten untersucht. Dies erfolgt mittels verschiedener optischer Methoden, Beugungsmethoden sowie spektralanalytischer Methoden. Die komplexen, sich ergänzenden Methoden stehen für Forschung und Messaufträge an verschiedenen Zentren (siehe Portale) zur Verfügung.
Mit kleinen Probenmengen und empfindlichen Analysenmethoden, wie Röntgenfluoreszenzanalyse oder AAS (Atomabsorption) können Hauptelemente (> 2 %), Nebenelemente (2–0,01 %) und Spurenelemente (< 0,01 %) bestimmt werden. Für die Verortung der Herkunft des Tons ist das Verhältnis Silikate zu Calcium-/Magnesiumoxiden von Bedeutung.
Die archäometrischen Erkenntnisse dienen der Erfassung soziokultureller, arbeitsteiliger und handelsorientierter regionaler und überregionaler Zusammenhänge. Die in der Geschichte zur Anwendung kommenden und sich entwickelnden Technologien bezeugen die Wechselwirkung zwischen materieller und ideeller Kultur. Über kulturellen Kontakt und Migrationen werden Transfers von Rohstoff- und Materialkenntnissen sowie Fertigungstechniken gleichermaßen realisiert.

## Organischer Zweig
Ein großer Teil der organischen Materialien bei Ausgrabungen besteht aus Knochen von Siedlungsabfällen, Grablegen oder Spuren biologischen Ursprungs auf Gegenständen, wobei aufgrund der langen und teilweise unbekannten Lagerung oftmals Kontaminationen vorkommen. Mit Hilfe der Osteologie können daraus Rückschlüsse auf die tierische Nahrung oder auf Erkrankungen gezogen werden. Archäozoologen bestimmen alte Tierarten auch aus Schneckenhäusern, Eier- oder Muschelschalen, Archäobotaniker nutzen Pflanzenreste zur Rekonstruktion vegetationsgeschichtlicher Veränderungen, oder von Landnutzung und Ernährung. Anthropologen setzen unter Umständen Methoden der forensischen Anthropologie ein. Organische Fundstücke können darüber hinaus mit verschiedenen Methoden der Biochemie wie der Polymerase-Kettenreaktion und der Spurenelement- beziehungsweise Isotopenanalyse untersucht werden.

### Alte DNA
Die Untersuchung Alter DNA bietet seit Entwicklung der Polymerase-Kettenreaktion die Möglichkeit, Verwandtschaftsverhältnisse innerhalb von Gräberfeldern festzustellen. Wesentlich ist dabei der Erhaltungszustand der Knochen und Zähne, aus denen, vor allem bei Lagerung im neutralen Milieu und bei niedrigen Temperaturen, intakte DNA-Fragmente extrahiert werden können.

### Andere Biomoleküle
Weiterhin kann eine Sterbe- und Liegealtersbestimmung durch Analyse von Eiweiß-Racematen, eine Blutgruppen-Untersuchung mittels Antikörper-Reaktionen und eine hormonelle Geschlechtsbestimmung erfolgen.

### Isotopenanalyse
Ob Tote in ihrer ursprünglichen Heimat aufgefunden wurden, wird zum Beispiel mit der Strontiumanalyse an Zähnen, Knochen etc. oder an Futter- und Nahrungszusammenhängen untersucht. Strontium in Spuren baut der Körper anstelle von Calcium in das Calciumcarbonat sowohl des Zahnschmelzes als auch das der Knochen ein. Nun unterscheiden sich die Isotopenverhältnisse der natürlichen Strontiumvorkommen charakteristisch von Gegend zu Gegend. Da Zahnschmelz nicht umgebaut wird, zeigt das dort aufgefundene Isotopenverhältnis der Strontiumspuren im Zahnschmelz das Isotopenverhältnis der Ursprungsgegend, in der zum Beispiel ein Mensch (zur Zeit der Bildung des Zahnschmelzes) aufgewachsen ist. Findet sich im Strontium der Knochen ein anderes Isotopenverhältnis, so ist der Mensch in die Gegend, in der sein Leichnam aufgefunden wurde, eingewandert.
Die Herkunft des in der Nähe von Stonehenge beerdigten Bogenschützen von Amesbury aus dem nördlichen Alpenvorland konnte durch den Vergleich der Sauerstoffisotopenverteilungen im Zahnschmelz gefunden werden.

## Naturwissenschaftliche Datierungsmethoden
Klassische Relativdatierungsmethoden der Archäologie wie die Stratigrafie und die Typologie (chronologische Ansprache nach Entwicklung der Formentypen bestimmter Gegenstände) ermöglichen relative Datierungen. Zur Festlegung von absoluten numerischen Zeitangaben eignen sich naturwissenschaftliche Methoden wie Radiokarbonmethode, Dendrochronologie und Thermolumineszenzdatierung. Dendrochronologische Absolutdatierungen werden in Komplettierung von Isotopendaten anhand von Jahresringen vorgenommen, die anhand optisch mikroskopischer und röntgentomographischer Schnitte erfasst werden.

## Prospektions- und Visualisierungsmethoden
Zur Erkundung von archäologischen Stätten werden meist Ortsbegehungen durchgeführt, bei denen Oberflächenfunde wie Keramikscherben erfasst werden. Großräumigen Überblick über bauliche Strukturen ermöglicht die Luftbildarchäologie, wobei über Bodenmerkmale auch unterirdische architektonische Reste gefunden werden.
Geophysikalische Methoden, wie Bodenwiderstandsmessung, Geomagnetik, Georadar, Elektromagnetische Induktion (Metalldetektor) und Reflexionsseismik bieten je nach Bodenbeschaffenheit weitere Einblicke in unter der Erde liegende archäologische Strukturen.
Zur Erkundung von archäologischen Stätten werden meist Ortsbegehungen insbesondere mittels GPS-Dokumentationen durchgeführt. Die Luftbildarchäologie ermöglicht großräumige Überblicke über bauliche Strukturen unter anderem mit Hilfe von Drohnen, Flugzeugen und Satelliten, wobei über Bodenmerkmale auch unterirdische architektonische Reste gefunden werden.
Großräumige Oberflächenfunde sowie auch einzelne Artefakte, Reliefs, Gebäude etc. werden über mehrdimensionale Bildgebungsverfahren, wie etwa Laserscanning-Methoden einschließlich Lidar, Computertomografie und Bildgebung durch 3D-Kamerasysteme, erfasst und dokumentiert.

## Statistik
Die Bewältigung und Interpretation der zunehmenden analytischen Datenmengen erfordert den Einsatz statistischer Verfahren und Verfahren und von deep learning-Ansätzen. Sie werden zur Provenienzbeurteilung unter anderem anhand chemischer Zusammensetzungen, zur Klassifikation und Herstellungsmethoden technischer Produkte anhand von anorganischen und organischen Phasen, zur Systematisierung von Funden und Befunden und zur stilistischen Charakterisierung unter anderem von Ornamentiken und deren zeitlicher Einordnung etc. eingesetzt.

### Archäometrisches Wissenschaftsverständnis
- Klaus Bente, Christoph Berthold: Chaîne Opératoire: A link between archaeology and archaeometry. In: Leif Glaser (Hrsg.): Archäometrie und Denkmalpflege 2018. Jahrestagung. Kurzfassung der Vorträge und Poster (= Deutsches Elektronen-Synchrotron. DESY-PROC. 2018, 01). Verlag Deutsches Elektronen-Synchrotron, Hamburg 2018, ISBN 978-3-945931-16-5, S. 42–49, doi:10.3204/DESY-PROC-2018-01.
- Klaus Bente: Materialwissenschaftliche Archäometrie und Materielle Kultur. In: Blickpunkt Archäologie. Nummer 4, 2017 (März 2018), S. 292–297.
- Klaus Bente: Zur symmetrischen Betrachtung von materiellem und geistigem Kulturgut aus archäomaterialwissenschaftlicher Sicht mit Fallstudien keramischer Forschungen. In: Britta Ramminger, Ole Stilborg, Markus Helfert (Hrsg.): Naturwissenschaftliche Analysen vor- und frühgeschichtlicher Keramik III. Methoden, Anwendungsbereiche, Auswertungsmöglichkeiten (= Universitätsforschungen zur prähistorischen Archäologie. 238). Habelt, Bonn 2013, ISBN 978-3-7749-3857-1, S. 189–210.

### Übersichtswerke
- Hermann Born, Elisabeth Völling: Gold im Alten Orient. Technik – Naturwissenschaft – Altorientalistik (= Nachrichten aus dem Martin-von-Wagner-Museum der Universität Würzburg. Reihe A: Antikensammlung. (8)). Ergon, Würzburg 2006, ISBN 3-89913-485-0.
- Don R. Brothwell, A. Mark Pollard (Hrsg.): Handbook of Archaeological Sciences. John Wiley and Sons, Chichester 2001, ISBN 0-471-98484-1 (Paperback Edition. 2005, ISBN 0-470-01476-8) (wesentlich umfangreicher als Herrmann, aktueller).
- Andreas Hauptmann, Volker Pingel (Hrsg.): Archäometrie. Methoden und Anwendungsbeispiele naturwissenschaftlicher Verfahren in der Archäologie (= Veröffentlichungen aus dem Deutschen Bergbau-Museum Bochum. 156). Schweizerbart, Stuttgart 2008, ISBN 978-3-510-65232-7 (Darstellung konkreter Techniken der Archäometrie anhand der Lösung archäologischer und historischer Probleme).
- Robert B. Heimann, Marino Maggetti: Ancient and Historical Ceramics. Materials, Technology, Art and Culinary Traditions. Schweizerbarth, Stuttgart 2014, ISBN 978-3-510-65290-7.
- Bernd Herrmann (Hrsg.): Archäometrie. Naturwissenschaftliche Analyse von Sachüberresten. Springer, Berlin u. a. 1994, ISBN 3-540-57849-8 (mittlerweile zum Teil veraltet, trotzdem knappe und gute Einführung).
- Matthias Jung: Krüge und Katheder. Ein „material turn“ in der deutschen Philosophie des frühen 20. Jahrhunderts und seine Bedeutung für eine Hermeneutik materieller Kultur. In: Kerstin P. Hofmann, Thomas Meier, Doreen Mölders, Stefan Schreiber (Hrsg.): Massendinghaltung in der Archäologie. Der material turn und die Ur- und Frühgeschichte. Sidestone Press, Leiden 2016, ISBN 978-90-8890-346-5, S. 215‒240.
- Manfred Reitz: Auf der Fährte der Zeit. Mit naturwissenschaftlichen Methoden vergangene Rätsel entschlüsseln. Wiley-VCH, Weinheim 2003, ISBN 3-527-30711-7.
- Rolf C. A. Rottländer: Einführung in die naturwissenschaftlichen Methoden in der Archäologie (= Archaeologica Venatoria. 6). Verlag Archaeologica Venatoria u. a., Tübingen 1983, ISBN 3-921618-19-3.
- Stefanie Samida, Manfred Eggert: Archäologie als Naturwissenschaft? Eine Streitschrift (= Reihe Pamphletliteratur. 5). 2., aktualisierte Auflage. Vergangenheitsverlag, Berlin 2013, ISBN 978-3-86408-154-5 (Rezension durch Klaus Bente, in: Ethnographisch-Archäologische Zeitschrift. Jahrgang 54, Nummer 1/2, 2013, S. 168–171).
- Günther A. Wagner (Hrsg.): Einführung in die Archäometrie. Springer, Berlin u. a. 2007, ISBN 978-3-540-71936-6.

### Fachartikel zu speziellen Methoden
- Christoph Berthold, Kathrin B. Zimmer, Oliver Scharf, Ulrike Koch-Brinkmann, Klaus Bente: Nondestructive, optical and X-ray analytics with high local resolution on attic white-ground lekythoi. In: Journal of Archaeological Science: Reports. Band 16, 2017, S. 513–520, doi:10.1016/j.jasrep.2016.02.008.
- Christian Jürgens, Klaus Bente: Die Leipziger Gliederpuppe des Meisters IP. Naturwissenschaftliche Untersuchungen. 2017. In: Jiří Fajt, Susanne Jaeger (Hrsg.): Das Expressive in der Kunst 1500–1550. Albrecht Altdorfer und seine Zeitgenossen. Deutscher Kunstverlag, Berlin u. a. 2018, ISBN 978-3-422-07303-6, S. 183–193.
- Boaz Paz: Wer konserviert den Restaurator? Gefährdung der Museumsmitarbeiter durch kontaminiertes Kulturgut. In: KulturBetrieb. Magazin für innovative und wirtschaftliche Lösungen in Museen, Bibliotheken und Archiven. 3, August 2013, S. 56–57, (online).
- Boaz Paz, Klaus-Dieter Böhme, Achim Unger, Helene Tello: Schadstoffanalyse in Museen und Sammlungen mit modernen portablen Analysemethoden. In: Oliver Hahn, Andreas Hauptmann, Diana Modarressi-Tehrani, Michael Prange (Hrsg.): Jahrestagung im Deutschen Bergbau-Museum Bochum. 15.–18. September 2010 (= Metalla. Sonderheft. 3 = Archäometrie und Denkmalpflege. 2010, ISSN 0949-4057). Deutsches Bergbau-Museum Bochum, Bochum 2010, S. 248–249.
- Boaz Paz, Nikolaus Wilke: An investigation into the Decontamination of Biocide Polluted Museum Collections Using the Temperature and Humidity Controlled ICM Method. In: Rocco Furferi, Rodorico Giorgi, Kate Seymour, Anna Pelagotti (Hrsg.): The Future of Heritage Science and Technologies. Materials Science (= Advanced Structured Materials. 179). Springer International Publishing, Cham 2022, ISBN 978-3-031-15675-5, S. 163–181, doi:10.1007/978-3-031-15676-2_12.
- Ina Reiche, Martin Radtke, Christian Brouder: Antike Gläser und versteinertes Elfenbein: Röntgenanalyse in der Kunst. In: Physik in unserer Zeit. Band 34, Nummer 2, 2003, S. 80–86, doi:10.1002/piuz.200390035.
- Marco Schrickel, Klaus Bente: Bedeutung und Bedeutungsverlust roter Korallen. Archäologische und naturwissenschaftliche Studien zu eisenzeitlichen Fibeln. In: Harald Meller, Christian-Heinrich Wunderlich, Franziska Knoll (Hrsg.): Rot – Die Archäologie bekennt Farbe. 5. Mitteldeutscher Archäologentag vom 04. bis 06. Oktober 2012 in Halle (Saale). Landesamt für Denkmalpflege und Archäologie Sachsen-Anhalt – Landesmuseum für Vorgeschichte, Halle (Saale) 2013, ISBN 978-3-944507-01-9, S. 341–352.
- Jochen Vogl, Boaz Paz, Maren König, Wolfgang Pritzkow: A modified lead-matrix separation procedure shown for lead isotope analysis in Trojan silver artefacts as an example. In: Analytical & Bioanalytical Chemistry. Band 405, Nummer 9, 2013, S. 2995–3000, doi:10.1007/s00216-012-6323-x.
- Günther A. Wagner, Steffen Greilich, Anette Kadereit: Kaltes Leuchten erhellt die Vergangenheit: Lumineszenzdatierung. In: Physik in unserer Zeit. Band 34, Nummer 4, 2003, S. 160–166, doi:10.1002/piuz.200301018.

### Die wichtigsten Zeitschriften
- Archäometrisches Nachrichtenblatt. Herausgegeben von der Gesellschaft für Naturwissenschaftliche Archäologie/Archaeometrie.
- Archaeometry (vierteljährlich, Online-Version).
- Journal of Archaeological Science (monatlich, Online-Version).
- Radiocarbon.
- Restaurierung und Archäologie. Konservierung, Restaurierung, Technologie, Archäometrie (Mehrsprachiges Periodikum, erscheint jährlich, Band 1 erschien 2008, Verlag des Römisch-Germanischen Zentralmuseums – Forschungsinstitut für Vor- und Frühgeschichte, Mainz).